# 拉氏伊都毛鼻鯰
拉氏伊都毛鼻鯰，為輻鰭魚綱鯰形目毛鼻鯰科的其中一種。分布於南美洲巴西São Bernardo Cave淡水流域，體長可達3.1公分。

## 扩展阅读
維基物種上的相關：拉氏伊都毛鼻鯰